# 李億祺
李 億祺（日本語読み：り おくき、朝鮮語読み：イ・オッキ、1561年 - 1597年）は、文禄・慶長の役のころの李氏朝鮮の水軍の将。字は景受。諡は毅愍。太宗の長男である譲寧大君の五世の孫。
17歳の頃武科に合格、慶興府使になって女真討伐に目覚しい活躍をした。
戦役を通じて全羅右道水軍節度使（全羅道西半部を管轄する水軍長官）として李舜臣や元均等と共に日本と戦った。李舜臣が彼を嫉む人々の謀陥を受けて白衣従軍をするようになった時には彼のために弁護した。
1597年、慶長の役の準備のために釜山方面へ集結中の日本軍を攻撃する命令を受け、元均を主将とする水軍の一部として進出したが、有効な攻撃が行えないまま補給のために巨済島に後退・停泊中を水陸からの日本軍（藤堂高虎・脇坂安治・加藤嘉明・小西行長・島津義弘など）の逆襲を受けて朝鮮水軍は壊滅し、彼は海に身を投げて死んだ（巨済島の海戦の漆川梁海戦）。

## 参加した戦い
- 1592年（文禄元年）6月5日 唐項浦の海戦
- 1592年（文禄元年）6月7日 栗浦の海戦
- 1592年（文禄元年）7月7日 閑山島の海戦（VS脇坂安治）
- 1592年（文禄元年）7月9日 安骨浦の海戦（VS九鬼嘉隆・加藤嘉明）
- 1592年（文禄元年）8月29日 釜山浦の海戦（VS毛利輝元・藤堂高虎）
- 1593年（文禄2年）2月10日 熊川の海戦（VS脇坂安治・九鬼嘉隆・加藤嘉明）
- 1597年（慶長2年）7月15日 巨済島の海戦（VS藤堂高虎・脇坂安治・加藤嘉明）

## 関連作品
映画
- 『ハンサン -龍の出現-』（2022年、演：コンミョン）

## 名を付けられた艦船
- 張保皐級潜水艦の9番艦「李億祺」がある。